# Torre de televisión de Rameswaram
La Torre de televisión de Rameswaram es una torre de telecomunicaciones construida en 1995. Mide 323 metros y es la estructura más alta en India. Es utilizada por Doordarshan para las transmisiones de televisión. La estructura principal está hecha de concreto armado y el mástil de celosía de acero.

## Geografía
Está situada en la Isla Pamban en la ciudad de Rameswaram, en el distrito de Ramanathapuram, en el sureño estado de Tamil Nadu.